# 烏爾派區
烏爾派區（西班牙語：Distrito de Urpay），是秘魯的一個區，位於該國西北部拉利伯塔德大區的帕塔斯省，始建於1959年2月10日，面積99.61平方公里，海拔高度2,688米，2005年人口3,125，人口密度每平方公里31人。